# Gelotophobie
Gelotophobie (von gr. γέλως gélōs "Lachen" und φοβία phobía "Angst") bezeichnet die krankhafte Angst davor, ausgelacht zu werden. Betroffene sind, wenn überhaupt, nur eingeschränkt fähig, das Lachen in seiner affektiv positiven Bedeutung zu schätzen. Viele erleben das Lachen ihrer Mitmenschen grundsätzlich als eine Bedrohung für das eigene Selbstwertgefühl, auch wenn dieses sich gar nicht gegen sie richtet. 

## Geschichte
Die Gelotophobie wird erst seit 2008 weltweit von Psychologen, Psychiatern und Soziologen wissenschaftlich untersucht. Initiiert wurde diese Forschung durch klinische Beobachtungen von Michael Titze, der den Begriff Gelotophobie 1995 einführte. Titze stellte dabei fest, dass manche Menschen primär unter der Angst leiden, von ihren Sozialpartnern ausgelacht zu werden. Diese Menschen neigen dazu, ständig nach Anzeichen von herabsetzendem, spöttischem Lachen in ihrer Umgebung Ausschau zu halten. Des Weiteren sind sie in globaler Weise überzeugt, lächerlich zu sein.

## Äußeres Erscheinungsbild
Gelotophobikern mangelt es an Lebendigkeit, Spontanität und Lebensfreude. Häufig wirken sie auf ihre Sozialpartner distanziert und kalt. Das wohl am stärksten kennzeichnende Merkmal ist, dass Humor und Lachen für sie keine entspannenden und angenehmen sozialen Erfahrungen sind, sondern im Gegenteil Spannung und Angst auslösen. Schon Henri Bergson verglich Personen, die zur Zielscheibe von Spott und herabsetzendem Lachen werden, mit hölzernen Puppen oder Marionetten. Um diesen beschämenden Makel nach außen hin zu verbergen, bemühen sich Gelotophobiker, möglichst unauffällig zu erscheinen, was jedoch den gegenteiligen Effekt hervorruft: Ihre Bewegungsabläufe können sich derart verkrampfen, dass sie einen unbeholfenen, hölzernen Eindruck erwecken. Titze bezeichnete dieses „komische“ Erscheinungsbild als das Pinocchio-Syndrom.

## Gelotophobie und soziale Phobie
Das Pinocchio-Syndrom manifestiert sich in der Regel in einer muskulären Anspannung, die mit spezifischen physiologischen Symptomen einhergeht, wie etwa Herzrasen, Muskelzuckungen, Zittern, Erröten, Schwitzen, Kurzatmigkeit und einem trockenen Hals und Mund. Solche Symptome sind für eine soziale Phobie ebenfalls charakteristisch. Bei einer sozialen Phobie handelt es sich aber um die generalisierte Angst vor sozialer Zurückweisung, während eine Gelotophobie als eine spezifische Angst vor sozialer Zurückweisung zu verstehen ist, die primär durch Lachen stimuliert wird. Pointiert lässt sich daher sagen: Jeder Gelotophobiker ist ein Sozialphobiker, aber nicht jeder Sozialphobiker ist ein Gelotophobiker. Kim Edwards und Mitarbeiter stellten fest, dass sich eine Gelotophobie dadurch von einer sozialen Phobie unterscheidet, dass es in der Vorgeschichte zu wiederholten traumatischen Erfahrungen mit herabsetzendem Lachen kam.

## Ursachen und Folgen der Gelotophobie
Ausgehend von klinischen Beobachtungen wurde ein Modell der Ursachen und Folgen von Gelotophobie formuliert, das folgende Bedingungen umfasst:
Ursachen
- In der Kindheit: Entwicklung von primärer Scham aufgrund einer von Desinteresse und emotionaler Kälte geprägten Interaktion zwischen Bezugsperson und Kind.
- Wiederholte traumatische Erfahrungen mit herabsetzendem Lachen (Spott, Hänseln, Verlachen) in Kindheit und Jugend.
- Intensive traumatische Erfahrungen mit spöttischem Lachen im Erwachsenenalter (z. B. Mobbing).

Folgen
- „Komisches“ Verhalten
- Die sozialen Kompetenzen sind schlecht entwickelt.
- Psychosomatische Störungen z. B. Erröten, Spannungskopfschmerz, Zittern, Schwindel, Sprachstörungen, emotionaler Kontrollverlust.
- „Pinocchio-Syndrom“: Emotionales Erstarren, „Versteinerung“ der Mimik, „hölzerne“, ungeschickte Körperbewegungen. Die Betroffenen wirken kalt, unnahbar und befremdlich.
- Verlust von Spontanität, Selbstachtung und Lebensfreude.
- Lachen und Humor bewirken keinen entspannenden, freudigen Effekt, sondern Angst bzw. destruktive Aggressivität.
- Rückzug vom sozialen Leben, um sich vor erneuten Traumatisierungen durch herabsetzendes Lachen zu schützen.

## Bestimmungsmerkmale der Gelotophobie
Es folgen einige typische Bestimmungsmerkmale der Gelotophobie:
- Soziales Vermeidungsverhalten, das durch die Furcht motiviert wird, sich in der Öffentlichkeit lächerlich zu machen.
- Angst vor dem Lachen der Anderen.
- Paranoide Bewertung von humorvollen Äußerungen der Sozialpartner.
- Mangelnde Fähigkeit, mit anderen Menschen, in einer humorvollen, fröhlichen Weise umzugehen.
- Kritische Selbstbewertung in Bezug auf den eigenen Körper sowie eigene verbale und non-verbale Kompetenzen.
- Minderwertigkeitsgefühle und Neid, die aus dem Vergleich mit der Humorkompetenz anderer Menschen entstehen.

## Diagnostische Einschätzung von Gelotophobie
Ausgehend von den oben angeführten Bestimmungsmerkmalen der Gelotophobie wurden 46 spezifische Feststellungen abgeleitet, die die Basis für einen Fragebogen zur Einschätzung von Gelotophobie (GELOPH 46) bilden, beginnend bei minimal bedrohlichen Situationen bis zu extrem bedrohlichen Situationen. Daraus wurde die Kurzform eines Gelotophobie-Fragebogens abgeleitet, der nur noch 15 Aussagen enthält (GELOPH <15>). In Anlehnung an den GELOPH wurde auch ein bildliches Instrumentarium geschaffen, das auf Cartoons zurückgreift, die lachende Menschen in  verschiedenen Situationen zeigen. Ein Bild zeigt zum Beispiel, wie jemand zwei Leute beobachtet, die lachen. Die Probanden sollen einschätzen, was der Beobachter dabei empfinden könnte. Während diejenigen, die frei von Gelotophobie sind, etwa antworten könnten: „Die Jugendlichen haben einfach Spaß miteinander“, wäre eine typische Antwort von einem Gelotophobiker: „Warum machen sie sich über mich lustig?“

## Validierung und empirische Studien
In empirischen Studien wurden statistisch abgesicherte Erkenntnisse über die Persönlichkeitsstruktur von Gelotophobikern gewonnen. So berichtet Willibald Ruch, dass Gelotophobiker introvertiert und neurotisch sind. Im PEN-Persönlichkeitsmodell von Jürgen Eysenck korreliert Gelotophobie stark mit den Dimensionen von Introversion und Neurotizismus. Und auf älteren P-Skalen erreichen Gelotophobiker eine höhere Punktzahl in der Dimension Psychotizismus.
Auch scheinen sie intensive Schamerfahrungen im Verlauf ihres Lebens gemacht zu haben, und sie erleben in signifikanter Weise sowohl Scham als auch Angst während einer typischen Woche. Gelotophobiker empfinden zudem negative Gefühle, wenn sie andere Menschen lachen hören. Gelotophobiker können nicht zwischen einem freundlichen und feindseligen Lachen unterscheiden. Sie reagieren auf jedes Lachen mit negativen Gefühlen wie Scham, Furcht und Ärger. Die Fähigkeit, Freude zu empfinden und sozial verbindende Formen von Humor zu entwickeln, ist deutlich eingeschränkt. Die meisten Gelotophobiker erinnern sich an peinliche Kindheitssituationen, in denen sie von ihren Bezugspersonen verspottet und ausgelacht wurden.

## Stärken, Intelligenz und Humorkompetenz
Spezifische Tests zeigen, dass Gelotophobiker ihre eigenen Potenziale und Kompetenzen häufig unterschätzen. Sie neigen etwa dazu, sich als weniger tugendhaft einzuschätzen als Menschen, die sie persönlich kennen. Entsprechend unterschätzen Gelotophobiker ihre intellektuelle Leistungsfähigkeit um bis zu 6 IQ-Punkte. Gelotophobiker haben zudem eine insgesamt negative Einstellung zum Lachen. Lachen vermag sie nicht in eine fröhliche Stimmung zu heben. Persönlich schätzen sie sich als weniger humorvoll ein, als sie es (auf Grund spezifischer Testergebnisse) tatsächlich sind.

## Internationale Gelotophobie-Studie
Der GELOPH 15 wurde in über 40 Sprachen übersetzt und weltweit bei einer Untersuchung in 72 verschiedenen Ländern verwendet. Die Ergebnisse lassen erkennen, dass die untersuchten Probanden durch zwei Faktoren bzw. grundlegende Motive differenziert werden können, nämlich (a) Unsicherheit und (b) Vermeidungsverhalten. Unsichere Gelotophobiker versuchen die bestimmende Überzeugung, komisch bzw. lächerlich zu sein vor den Anderen zu verbergen. (Dieses Motiv ist den Ergebnissen der Studie zufolge in Turkmenistan und Kambodscha besonders hoch verbreitet.) Die vermeidungsorientierten Gelotophobiker gehen hingegen allen sozialen Situationen aus dem Wege, in denen gelacht werden könnte. Denn Lachen wird als eine Bedrohung des Selbstwertgefühls erlebt. (Dieses Motiv ist im Irak, in Ägypten, Jordanien und in Thailand besonders bestimmend.)
Die Prävalenz von Gelotophobie ist in Asien besonders hoch, weil dort das Wohlergehen des Kollektivs eine hohe Priorität einnimmt und die Interessen des Individuums denen der Gruppe untergeordnet werden. Daraus leitet sich wiederum das Motiv ab, unter allen Umständen „das Gesicht zu wahren“.
Basierend auf den Ergebnissen dieser multinationalen Studie, fassen die Autoren Gelotophobie als Persönlichkeitsmerkmal und nicht als eine Krankheit auf. Die entsprechende Bandbreite der Ausprägung von Gelotophobie geht von einer minimalen Ausprägung bis zu einer sehr hohen oder pathologischen Angst.